# Företag

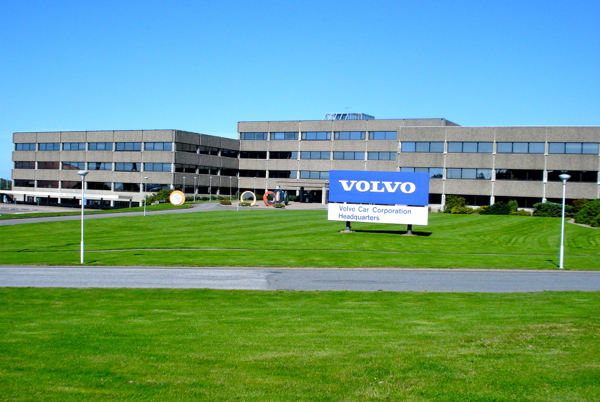
Volvo PV är ett företag med verksamhet i Sverige

Ett företag är en ekonomisk organisation där resurser samordnas för att producera varor eller tjänster som säljs på en marknad. Resurserna kan till exempel vara arbetskraft, kapital, teknik och information. Även en enskild individ kan utgöra ett företag.
En alternativ betydelse av företag är en särskild mindre vanlig handling som pågår under en viss, oftast längre, tid och som kräver ansträngning, såsom organiserandet av ett barnkalas.
Ett (ekonomiskt) företag kan drivas i olika former beroende på typ av verksamhet, ägande, riskvillighet, kapitalinsats med mera. Exempel på olika organisationsformer eller bolagsformer för företag är enskild firma, aktiebolag och handelsbolag. Inom ämnet företagsekonomi ger man begreppet företag en smalare innebörd, där det definieras som en sammanslutning av personer som bedriver ett medvetet arbete för att uppnå ett eller flera mål.[källa behövs] Samtidigt har skatteverket sina egna definitioner. I skattemässigt hänseende räknas exempelvis inte alltid en ideell förening som ett företag, medan en ekonomisk förening för dem alltid är ett företag.[källa behövs]
Företag är inte synonymt med kärnverksamhet. Företaget är en samhällsform som via införskaffandet av tillgångar kan bedriva försäljning med en viss kärnverksamhet. Vissa typer av företag saknar kärnverksamhet och därmed också försäljning, de refereras då till som holdingbolag. 

## Etymologi
Ordet fungerar idag först och främst som ett verbalsubstantiv med nollmorfem, från verbet företaga. I början av 1900-talet var det vanliga, om det var en näringsverksamhetsområde man syftade på, att man specificerade det genom en sammansättning: exempelvis industriföretag, byggnadsföretag, textilföretag, skogsföretag, transportföretag och livsmedelsföretag. År 1795 kunde ett företag vara vad som helst som den enskilde tog sig för. Ett mindre eller större projekt, exempelvis en vandring eller inhämtning av korna på fjället. Ett företag behövde inte inkludera fullbordan.